# III Cumbre Iberoamericana
La III Cumbre Iberoamericana de Jefes de Estado y de Gobierno (en portugués, III Cúpula Ibero-Americana de Chefes de Estado e de Governo) fue la tercera reunión de los 21 países miembros, se realizó en Salvador, Brasil, entre los días 15 y 16 de julio de 1993. 

## Temas de discusión
El tema principal fue elaborar “un programa para el desarrollo, con énfasis en el desarrollo social”. 
En la cumbre, se debatieron temas sobre cooperación política, financiamiento para el desarrollo y combate a la pobreza, salud (con el sida como cuestión central), educación, programas de cooperación iberoamericana ya puestos en marcha, la niñez, agricultura y recursos naturales, ciencia, tecnología y cooperación técnica, y Seguridad Social.

## Declaración final
La declaración final de la cumbre hizo hincapié en los compromisos de las dos anteriores cumbres en materia de cooperación internacional y en la toma de decisiones con reuniones periódicas de los ministros de relaciones exteriores. De estas reuniones salieron una declaración conjunta contra el Serranazo en Guatemala (25 de mayo de 1993) y una petición consultiva al Corte Internacional de Justicia de La Haya sobre la no aplicación de la extraterritorialidad de las leyes.
Se hizo una valoración positiva de los programas de desarrollo acordados en la anterior cumbre de Madrid; se acordó aplicar las conclusiones de los ministros de sanidad de los países miembros sobre el VIH/sida; seguimiento de los programas educativos aprobados, así como, de un plan de alfabetización de adultos. También se creó, por iniciativa de Brasil, un Forum Permamente sobre Gestión Pública y Problemas de Gobierno.

## Líderes que asistieron
| Miembros de la Cumbre Iberoamericana de Jefes de Estado y de Gobierno Listado de líderes asistentes | Miembros de la Cumbre Iberoamericana de Jefes de Estado y de Gobierno Listado de líderes asistentes | Miembros de la Cumbre Iberoamericana de Jefes de Estado y de Gobierno Listado de líderes asistentes | Miembros de la Cumbre Iberoamericana de Jefes de Estado y de Gobierno Listado de líderes asistentes | Miembros de la Cumbre Iberoamericana de Jefes de Estado y de Gobierno Listado de líderes asistentes |
| Miembro                                                                                             | Miembro                                                                                             | Representado por                                                                                    | Cargo                                                                                               | |
| --------------------------------------------------------------------------------------------------- | --------------------------------------------------------------------------------------------------- | --------------------------------------------------------------------------------------------------- | --------------------------------------------------------------------------------------------------- | --------------------------------------------------------------------------------------------------- |
| Bandera de Argentina                                                                                | Argentina                                                                                           | Carlos Menem                                                                                        | Presidente                                                                                          | |
| Bandera de Bolivia                                                                                  | Bolivia                                                                                             | Jaime Paz Zamora                                                                                    | Presidente                                                                                          | |
| Bandera de Brasil                                                                                   | Brasil (anfitrión)                                                                                  | Itamar Franco                                                                                       | Presidente                                                                                          | |
| Bandera de Chile                                                                                    | Chile                                                                                               | Patricio Aylwin                                                                                     | Presidente                                                                                          | |
| Bandera de Colombia                                                                                 | Colombia                                                                                            | César Gaviria                                                                                       | Presidente                                                                                          | |
| Bandera de Costa Rica                                                                               | Costa Rica                                                                                          | Rafael Ángel Calderón Fournier                                                                      | Presidente                                                                                          | |
| Bandera de Cuba                                                                                     | Cuba                                                                                                | Fidel Castro                                                                                        | Presidente                                                                                          | |
| Bandera de Ecuador                                                                                  | Ecuador                                                                                             | Sixto Durán Ballén                                                                                  | Presidente                                                                                          | |
| Bandera de El Salvador                                                                              | El Salvador                                                                                         | Alfredo Cristiani                                                                                   | Presidente                                                                                          | |
| Bandera de España                                                                                   | España                                                                                              | Juan Carlos I Felipe González                                                                       | Rey Presidente del Gobierno                                                                         | |
| Bandera de Guatemala                                                                                | Guatemala                                                                                           | Ramiro de León Carpio                                                                               | Presidente                                                                                          | |
| Bandera de Honduras                                                                                 | Honduras                                                                                            | Rafael Leonardo Callejas                                                                            | Presidente                                                                                          | |
| Bandera de México                                                                                   | México                                                                                              | Carlos Salinas de Gortari                                                                           | Presidente                                                                                          | |
| Bandera de Nicaragua                                                                                | Nicaragua                                                                                           | Violeta Chamorro                                                                                    | Presidenta                                                                                          | |
| Bandera de Panamá                                                                                   | Panamá                                                                                              | Guillermo Endara                                                                                    | Presidente                                                                                          | |
| Bandera de Paraguay                                                                                 | Paraguay                                                                                            | Andrés Rodríguez Pedotti                                                                            | Presidente                                                                                          | |
| Bandera de Perú                                                                                     | Perú                                                                                                | Alberto Fujimori                                                                                    | Presidente                                                                                          | |
| Bandera de Portugal                                                                                 | Portugal                                                                                            | Mário Soares Aníbal Cavaco Silva                                                                    | Presidente Primer ministro                                                                          | |
| Bandera de la República Dominicana                                                                  | República Dominicana                                                                                | Carlos Alfredo Morales                                                                              | Vicepresidente                                                                                      | |
| Bandera de Uruguay                                                                                  | Uruguay                                                                                             | Luis Alberto Lacalle                                                                                | Presidente                                                                                          | |
| Bandera de Venezuela                                                                                | Venezuela                                                                                           | Fernando Ochoa Antich                                                                               | Ministro de Relaciones Exteriores                                                                   | |
| Estados Asociados                                                                                   | | | | |
| Bandera de Puerto Rico                                                                              | Puerto Rico                                                                                         | Rafael Hernández Colón                                                                              | Gobernador                                                                                          | |
| Líderes ausentes                                                                                    | | | | |
| Bandera de la República Dominicana                                                                  | República Dominicana                                                                                | Joaquín Balaguer                                                                                    | Presidente                                                                                          | |
| Bandera de Venezuela                                                                                | Venezuela                                                                                           | Ramón José Velásquez                                                                                | Presidente                                                                                          | |

| Predecesor: II Cumbre Iberoamericana de Madrid | III Cumbre Iberoamericana de Jefes de Estado y de Gobierno (Salvador) 1993 | Sucesor: IV Cumbre Iberoamericana de Cartagena de Indias |